# NGC 893
NGC 893 é uma galáxia espiral (Sc) localizada na direcção da constelação de Phoenix. Possui uma declinação de -41° 24' 10" e uma ascensão recta de 2 horas, 19 minutos e 58,1 segundos.
A galáxia NGC 893 foi descoberta em 23 de Outubro de 1835 por John Herschel.